# Crocus naqabensis
Crocus naqabensis är en irisväxtart som beskrevs av Al-eisawi och Kiswani. Crocus naqabensis ingår i släktet krokusar, och familjen irisväxter.
Artens utbredningsområde är Jordan. Inga underarter finns listade i Catalogue of Life.